# Fox Engine
フォックスエンジン（Fox Engine）は小島プロダクションが将来制作するゲームへの使用を目的に作られていたクロスプラットフォームのゲームエンジン及び、それらを取り扱うツール群である。

## 概要
このゲームエンジンは次世代ゲーム機用のものだと考えられ、2011年6月3日にKONAMIによって公表された。開発は「世界一のエンジン」を作るという目標を定め、メタルギアソリッド4の開発が完了した後に始まった。
このエンジンは小島プロダクションがマルチプラットフォームのゲームを開発するのにかかる時間を著しく短縮することを可能にし、開発者が一つのプラットフォームに向けた開発から離れる第一歩だと説明された。このエンジンは、メタルギアシリーズの架空の軍事部隊Force Operation Xの頭文字をとって名付けられた。そこは小島プロダクション自体の鏡像でもあり、同プロダクションのロゴはFOXのFOXエンブレムをもとに作られた。
元々あった内製のツール類に手を加えたり既存のエンジンを使うのではなく、一から作ることになった理由は今まで使ってきたツールが時代遅れのものになり、既存のものを使ってもそれに縛られてしまうためである。

## 開発
2011年
エンジンのデモは2011年のE3のコナミのカンファレスで展示された。デモはジャングルの環境を舞台にすると同時にエンジンのグラフィック能力を示し、あたりを走る若者や馬、犬が特徴的だった。テックデモは発売されるゲームではなく、それよりエンジンの開発の試金石であった。小島プロダクションは以後のすべてのタイトルでこのエンジンを使用する予定である。それにはシリーズの創始者である小島秀夫が東京で催された特別なシリーズ25周年を記念するイベントでその存在を明らかにしたメタルギアソリッドフランチャイズの次回作のメタルギアソリッドVも含まれる。
2011年8月17日、小島はTwitterに一連の画像をアップロードした。画像はFox Engineで作成された顔の試験だった。加えて、小島秀夫の南カリフォルニア大学での講演で森の環境を描くシーンでのFox Enginの能力のデモンストレーションで、一枚の画像を様々な学生たちに公開した。その後、12月16日に小島はTwitterでさらに画像を公開した。その中には布を透かせる技術の実演が含まれていた。
2012年
2012年3月2日、Development Without Bordersのウェブサイトに「この二つのうちFox Engineで作られたスタッフルームのシミュレーションはどちらでしょう？」という質問がある「Fox Engine Lighting Sample」と題された「分類された」画像がアップロードされた。クリックするとBが正しい答えだと明かし、どうしてそちらなのか説明する。二番目のスライドではテーブルの「座席」で浮いている様々な色の輪っかやボールが、同様に部屋に入っている馬も描写されている。
2012年3月25日のイベントで、小島はZONE OF THE ENDERSシリーズの次回作が始まった、現在はプロトタイピング初期の段階だと断言した。このゲームはFox Engineで作られる予定だという。
2012年6月8日にCVGのインタビューで、小島はFox Engineが「PS3と360及び最新のPC」上で動作していたことを認めた。
3月14日のGTTVの放送で、Moby Dick Studioのトップ、Joakim MogrenがiPad経由で最近発表した「ファントム・ペイン」のスクリーンショットを数枚公開した。スクリーンショットには右下隅にFox Engineのロゴが入っているものがあり、en:Geoff KeighleyはこれをMogrenに指摘し、何故あるのか尋ねた。Mogrenは尋ねられると神経質になったようだったが、ゲームサイトはインタビューはやらせだと推理した。
3月27日に、「ファントム・ペイン」は「メタルギアソリッドV」であることが明かされた。小島は、「ファントム・ペイン」はFox Engineの能力に対する一般の反応をもっと観察できるように、メタルギアシリーズとは関係のないプロジェクトとして発表されたと説明した。
2015年
2015年9月、FOX Engineのワールドワイドテクニカルディレクターがコナミを退社したと発表された。

## 機能
編集したものがリアルタイムに表示される機能がサポートされている（ただし、これはCryENGINEなどの著名なゲームエンジンにも搭載されている）。また物理ベースライティングを採用しており、より現実に即したグラフィックスを実現できる。

## Fox Engineを使用しているゲーム
| タイトル                                       | 発売年 | プラットフォーム                                                | ジャンル                                     |
| ---------------------------------------------- | ------ | --------------------------------------------------------------- | -------------------------------------------- |
| ワールドサッカー ウイニングイレブン 2014       | 2013年 | Microsoft Windows PlayStation 3 Xbox 360                        | スポーツ                                     |
| メタルギアソリッドV グラウンド・ゼロズ         | 2014年 | Microsoft Windows PlayStation 3 PlayStation 4 Xbox 360 Xbox One | ステルスアクション                           |
| P.T.                                           | 2014年 | PlayStation 4                                                   | プレイアブル・ティザー、ホラーアドベンチャー |
| ワールドサッカー ウイニングイレブン 2015       | 2014年 | Microsoft Windows PlayStation 3 PlayStation 4 Xbox 360 Xbox One | スポーツ                                     |
| メタルギアソリッドV ファントムペイン           | 2015年 | Microsoft Windows PlayStation 3 PlayStation 4 Xbox 360 Xbox One | ステルスアクション、TPS、オープンワールド    |
| ウイニングイレブン 2016                        | 2015年 | Microsoft Windows PlayStation 3 PlayStation 4 Xbox 360 Xbox One | スポーツ                                     |
| ウイニングイレブン 2017                        | 2016年 | Microsoft Windows PlayStation 3 PlayStation 4 Xbox 360 Xbox One | スポーツ                                     |
| ウイニングイレブン 2018                        | 2017年 | Microsoft Windows PlayStation 3 PlayStation 4 Xbox 360 Xbox One | スポーツ                                     |
| メタルギア サヴァイヴ                          | 2018年 | Microsoft Windows PlayStation 4 Xbox One                        | サバイバルアクション                         |
| ウイニングイレブン 2019                        | 2018年 | Microsoft Windows PlayStation 4 Xbox One                        | スポーツ                                     |
| eFootball ウイニングイレブン 2020              | 2019年 | Microsoft Windows PlayStation 4 Xbox One                        | スポーツ                                     |
| eFootball ウイニングイレブン2021 SEASON UPDATE | 2020年 | Microsoft Windows PlayStation 4 Xbox One                        | スポーツ                                     |